# العدارف (إب)

تعديل مصدري - تعديل

العدارف محلة تابعة لقرية ذعفة، التابعة لعزلة الموية بمديرية إب إحدى مديريات محافظة إب في الجمهورية اليمنية.، بلغ تعداد سكانها 541 حسب تعداد اليمن لعام 2004.